# David Wilson (giocatore di football americano)
David Emmanuel Wilson (Danville, 15 giugno 1991) è un ex triplista ed ex giocatore di football americano statunitense, che ha militato nel ruolo di running back per due stagioni con i New York Giants della National Football League (NFL).
Fu scelto come 32º assoluto del Draft NFL 2012. Al college ha giocato a football a Virginia Tech.

## Carriera professionistica

### New York Giants
Dopo un'ottima prestazione nell'NFL Scouting Combine, Wilson fu considerato uno dei migliori 5 prospetti tra i running back nel Draft 2012. Il 26 aprile 2012 fu scelto come 32º assoluto dai New York Giants. L'11 maggio 2012, il giocatore firmò un contratto quadriennale con la franchigia, comprendente un'opzione per un quinto anno e un bonus alla firma di 3,3 milioni di dollari.

#### Stagione 2012
Il 5 settembre 2012, nella prima gara della nuova stagione, i Dallas Cowboys si vendicarono dei New York Giants campioni in carica che li avevano esclusi dalla corsa ai playoff l'annata precedente, vincendo 24-17 in trasferta. Wilson partì come titolare correndo 4 yard su 2 possessi ma un fumble causato all'inizio della partita rese il suo debutto professionistico tutto in salita. Nel turno successivo, Wilson corse 6 yard su 3 tentativi nella vittoria in rimonta dei Giants sui Tampa Bay Buccaneers. Nel Thursday Night Football della settimana 3 vinto contro i Carolina Panthers corse solamente una volta guadagnando 3 yard.
Nella vittoria sui Cleveland Browns della settimana 5, Wilson corse 44 yard su 2 tentativi e segnò il suo primo touchdown nella NFL. Nella sesta settimana, i Giants ottennero una importante vittoria contro i 49ers nella rivincita della finale della NFC dell'anno precedente col running back che corse 35 yard su 7 tentativi.
Dopo una prima metà di stagione sotto le aspettative, Wilson esplose nella vittoria della settimana 14 contro i New Orleans Saints stabilendo il primato di franchigia dei Giants per yard totali guadagnate in una partita (327). In quella gara ritornò 4 kickoff per 227 yard (di cui uno da 97 yard in touchdown) e corse 100 yard, segnando altri due touchdown. Due settimane dopo Wilson segnò il suo quarto touchdown in una brutta sconfitta coi Baltimore Ravens. Nell'ultimo turno di campionato, Wilson segnò un touchdown su ricezione nella inutile vittoria sugli Eagles, coi Giants che rimasero fuori dai playoff. La sua prima stagione da professionista si concluse con 358 yard corse, 4 touchdown su corsa e uno su ricezione. Il 12 gennaio 2013 fu inserito nel Second-team All-Pro nelle vesti di ritornatore.

#### Stagione 2013
Wilson e i Giants ebbero un difficilissimo inizio di stagione e il giocatore segnò il suo primo e unico touchdown solo nella settimana 5 contro gli Eagles. Dopo quella partita fu inserito in lista infortunati per tutto il resto dell'anno a causa di una stenosi spinale diagnosticagli dai dottori della squadra. Il 16 gennaio 2014 si operò al collo.
Il 4 agosto 2014, Wilson fu inserito in lista infortunati per tutta la stagione a causa del precedente infortunio al collo, venendo consigliato dallo staff medico della squadra di optare per il ritiro dal football professionistico. Due giorni dopo, in un'intensa conferenza stampa, il giocatore annunciò il proprio ritiro all'età di 23 anni dopo due sole stagioni. In seguito intraprese la carriera di triplista, puntando alla partecipazione ai Giochi olimpici di Rio de Janeiro 2016.

## Palmarès
- Second-team All-Pro: 1

2012
- PFWA All-Rookie Team - 2012

## Statistiche
| Partite totali      | 21  |
| Partite da titolare | 6   |
| Yard su corsa       | 504 |
| Touchdown su corsa  | 5   |